# Duncan Kenworthy
Duncan Kenworthy (1949) è un produttore cinematografico e produttore televisivo inglese.
Kenworthy è cofondatore della DNA films; tuttora lavora nella Toledo Productions. Nel 1999, venne insignito del OBE.
Tra le sue produzioni vi sono Quattro matrimoni e un funerale (1994), Lawn Dogs (1995), Notting Hill (1999) e Love Actually - L'amore davvero (2003). Tra le sue produzioni televisive vi è Storyteller di Jim Henson e la miniserie televisiva del 1996 I viaggi di Gulliver, adattamento dell'omonimo romanzo. Egli è inoltre il co-creatore di Fraggle Rock.